# 巴格贝拉
巴格贝拉（Bagbera），是印度贾坎德邦Purbi Singhbhum县的一个城镇。总人口67100（2001年）。

## 人口
该地2001年总人口67100人，其中男性35027人，女性32073人；0—6岁人口9729人，其中男4828人，女4901人；识字率66.11%，其中男性为75.28%，女性为56.09%。